# Adolf Urban
Adolf Urban (Gelsenkirchen, 9 gennaio 1914 – Staraja Russa, 27 maggio 1943) è stato un calciatore e militare tedesco, di ruolo attaccante.
Morì nel 1943 combattendo nella campagna di Russia. Il suo corpo è stato infine rimpatriato e sepolto a Gelsenkirchen, nei pressi dello stadio, nel 2013, grazie all'interessamento della società in cui aveva militato.

## Carriera
Giocò nello Schalke 04 vincendovi cinque campionati tedeschi (1934, 1935, 1937, 1939, 1940, 1942) e una Coppa di Germania (1937). Con la Nazionale prese parte alle Olimpiadi del 1936.